# Holger Ehrencron-Müller
Holger Ehrencron-Müller (13. februar 1868 i København – 31. december 1953 på Frederiksberg) var en dansk bibliotekar og personal- og litteraturhistoriker.
Holger Ehrencron-Müller blev født i København som søn af kontorchef i Overformynderiet V.C.T. Müller (død 1912) og hustru Laura f. Jacobsen, blev student fra Metropolitanskolen 1885 og uddannet til bibliotekar. Han blev cand.mag. 1892 og assistent ved Det Kongelige Bibliotek 1894, hvor han mellem 1907 og 1938 arbejdede som bibliotekar. Han blev desuden assistent ved H.M. Kongens Håndbibliotek 1886 og konstitueret kgl. håndbibliotekar 1910. Han var Ridder af Dannebrog og Dannebrogsmand.
Ehrencron-Müller stod for udgivelsen og udarbejdelsen af en mængde bibliografisk materiale. Holger Ehrencron-Müller redigerede Dansk Bogfortegnelse i perioden 1907-1941. Han udarbejdede i 1948 det 5. supplementsbind til Bibliotheca danica, som omhandler perioden 1831-1840 foruden oplysninger om Slesvig-Holstenske forfattere. I 1940 udkom Anonym- og pseudonymlexikon og i 1944 Gravskrifter i danske Aviser 1759-1800.
Hans hovedværk er Forfatterlexikon omfattende Danmark, Norge og Island indtil 1814 som er et 13 bind stort værk om alle forfattere i den danske helstat op til 1814. Ehrencron-Müller arbejdede på værket i 25 år inden det første bind udkom i 1924. Herefter udkom et bind om året indtil 1935. I 1939 udkom et supplementsbind II, værkets 13. bind.